# Овамбо
Овамбо е народ, принадлежащ към езиковата група банту. Броят им е около 1 милион. 
По-голямата част от овамбо живеят в северна Намибия, а останалата в южна Ангола – тези две територии съставят района, известен като Овамболенд. Народът е разделен на голямо количество субетнически групи като ндонга, кваняма, квамби, нгандера, нбаланту, квалууди, колонкади, еунда, мбандя и др. В Намибия броят на овамбо е около 750 хил. души, което го прави една от най-многочислените групи в страната. Говорят на езика ошивамбо, който е и един от официалните в Намибия.
Овамбо са пришълци от Централна Африка, които мигрират на юг в региона между реките Окаванго и Кунене през XV – XVI век. Тук те създават държавно формирование. В началото на XX век оказали сериозна съпротива срещу колонизаторите.
Мнозинството от овамбо изповядва християнството (лутеранство). През 70-те години на ХІХ век фински мисионери идват в района населен от овамбо. Голяма част от традиционните вярвания били заменени с християнски обичаи. Въпреки това обаче, голяма част от старите традиции продължават да съществуват.